# Karl Sahrer von Sahr
Karl (Carl) Heinrich August Sahrer von Sahr (* 28. November 1821 in Dresden; † 15. August 1874 in Ehrenberg) war ein sächsischer Rittergutsbesitzer und Politiker.

## Leben

### Herkunft
Karl entstammte dem böhmischen Uradelsgeschlecht Sahrer von Sahr, von dem sich nach dem Ständeaufstand in Böhmen (1618) Zweige als protestantische Exulanten im Kurfürstentum Sachsen niederließen. Er war ein Kind des Majors Christoph Dietrich August Sahrer von Sahr (1779–1835) und dessen Ehefrau Adelheid, geborene von Könneritz (1799–1868) aus dem Hause Lemsel.

### Karriere
Sahrer von Sahr besuchte die Kreuzschule in Dresden Er besaß im Königreich Sachsen ausgedehnte Güter, die  aus dem Besitz der Familie seiner Frau stammten. Er war mit Johanna Auguste geborene von Einsiedel (1805–1871), der einzigen Tochter und Universalerbin des sächsischen Kabinettsministers und Eisenhüttenunternehmers Detlev von Einsiedel (1773–1861) verheiratet. Aus ihrem Familienbesitz stammten das Rittergut Prietitz in der Oberlausitz und das Schloss Ehrenberg bei Kriebstein. Das Schloss Dahlen bei Oschatz mit über 1000 ha Landbesitz war ihr wiederum aus ihrer vorangegangenen, kinderlos gebliebenen Ehe mit Heinrich Graf von Bünau (1810–1842) zugefallen. Sie hatten zudem ein Wohnhaus in Dresden. Seine Ehefrau setzte ihn zu ihrem Universalerben ein, sodass sämtliche Besitzungen nach ihrem Tod 1871 auf ihn fielen. Von 1871/73 bis zu seinem Tod war Sahrer von Sahr gewählter Abgeordneter der Rittergutsbesitzer der Oberlausitz in der I. Kammer des Sächsischen Landtags.
Unter Sahrer von Sahr galt Schloss Dahlen als ein Hort von Kunst und Kultur. Es weilten zahlreiche bekannte Künstler auf dem Schloss. Sahrer von Sahr nahm rege am Kunstleben teil, zum Beispiel durch Besuch von Kunstausstellungen. Er war Verfasser verschiedener kulturhistorischer Schriften, u. a. zu Heinrich von Bünau. Er war Mitglied im Verein für Geschichte und Topographie Dresdens und seiner Umgebung.
Bei seinem Tod hinterließ er das Rittergut Prietitz und Schloss Ehrenberg nebst zugehörigen Besitzungen seinem Neffen Alfred Georg Sahrer von Sahr (1851–1921). Das Schloss Dahlen vermachte er seinem anderen Neffen Leo Sahrer von Sahr (1852–1925).